# Saint-Lupicin
Saint-Lupicin – miejscowość i dawna gmina we Francji, w regionie Burgundia-Franche-Comté, w departamencie Jura. W 2013 roku populacja gminy wynosiła 2153 mieszkańców. 
W dniu 1 stycznia 2017 roku z połączenia dwóch ówczesnych gmin – Cuttura oraz Saint-Lupicin – utworzono nową gminę Coteaux-du-Lizon. Siedzibą gminy została miejscowość Saint-Lupicin. 